# 生活 (2ちゃんねる・5ちゃんねるカテゴリ)
生活は、匿名掲示板2ちゃんねる（2ちゃんねる (2ch.net)、2ちゃんねる (2ch.sc)、5ちゃんねる）のカテゴリの1つ。生活に関する話題の板をまとめている。

## 歴史
- 1999年5月31日－ファッション板新設
- 1999年6月29日－化粧板新設
- 1999年7月－生活全般新設
- 1999年8月7日－通販・買い物板新設
- 1999年11月16日－女性井戸端板新設
- 1999年11月18日－女性井戸端板を主婦、女性板に板名変更
- 1999年11月21日－中年板新設
- 1999年11月28日－中年板を３０代以上板に板名変更
- 1999年12月6日－主婦、女性板を家庭板に板名変更
- 2000年1月11日－クレジット板新設
- 2000年1月18日－海外生活、留学板新設
- 2000年2月16日－冠婚葬祭板新設
- 2000年5月18日－家具板新設
- 2000年5月27日－美容板新設
- 2000年8月21日－たばこ板新設
- 2000年8月25日－マイライン板（当時は電話、優先接続板）新設
- 2000年8月26日－懸賞板新設
- 2000年11月27日－コンビニ板新設
- 2000年12月26日－海外生活、留学板を一般海外生活板と北米海外生活板に分割
- 2001年1月24日－育児板新設
- 2001年6月20日－めがね板新設
- 2001年11月1日－美容整形板新設
- 2001年11月13日－バーゲン板新設
- 2002年1月28日－文房具板新設
- 2003年3月14日－DIY板新設
- 2003年6月20日－モデル板新設
- 2003年10月14日－５０代以上板、４０代板新設、３０代以上板を３０代板に板名変更
- 2003年11月5日－スポーツクラブ板新設
- 2004年5月29日－ドケチ板新設
- 2004年6月6日－その日暮らし板新設
- 2004年7月4日－記念日板新設
- 2004年7月9日－Walker+板(当時は金券・チケット＋板)新設
- 2004年8月11日－靴板新設
- 2004年8月17日－一人暮らし板新設
- 2004年8月25日－お風呂・銭湯板新設
- 2004年9月18日－生活サロン板新設
- 2004年10月29日－５０代以上板、４０代板、３０代板のフォルダ名変更
- 2005年4月22日－借金生活板新設
- 2005年11月19日－田舎暮らし板、流行板新設
- 2005年11月23日－ポイント・マイル板新設
- 2006年1月16日－習い事板新設
- 2006年6月11日－掃除全般板新設
- 2006年7月23日－ダイエット板新設
- 2007年2月9日－入院生活板、害虫害獣対策板新設
- 2008年8月27日－中古リサイクル板新設
- 2008年8月31日－下着板新設
- 2008年12月3日－男の美容・化粧板新設
- 2008年12月10日－家電量販店等板、レンタル板、香水芳香消臭板、６０歳以上板新設
- 2011年10月8日－放射能板新設
- 2014年4月17日－日記板新設
- 2014年7月14日－Yoga板新設

## 主な掲示板
53個の板からなる。（2014年7月現在）

### 生活サロン
生活サロン板には自分の事・学校の事・家での事・お店の事・仕事の事など、いろいろな種類のスレッドが立てられている。
生活全般板で、ある削除人が大半のスレッドを削除、移転対象とした事があった。スレッドが様々な板に離散する中、その受け皿として生活サロン設立要望が高まり設立された。

### 生活全般
生活全般板は生活サロン板と似ており、ここでは他人も生活のことも語られる場合がある。ほのぼのとした日常の出来事を書いたレスが2ちゃんねる関連のブログや書籍で取り上げられることもある。

### その日暮らし
その日暮らし板（そのひぐらしいた）は明日をも知れぬ貧乏人達が日々を気楽に過ごすための情報交換などをするための板として作られた。
生活保護関連のスレッドが全体の半分ほどを占め、実質的に生活保護受給者の雑談板になっている。

### 一人暮らし
一人暮らし板（ひとりぐらしいた）は一人暮らしに関する情報交換をする板。地域別年齢別のスレッド、一人暮らしの食事に関するスレッドなどが立てられている。

### 田舎暮らし
田舎暮らし板（いなかぐらしいた）は田舎暮らしに関する情報交換をする板。地域別のスレッドなどが立てられている。

### 借金生活
借金生活板（しゃっきんせいかついた）は借金生活に関する情報交換をする板。過払い金返還などの消費者金融に関するスレッドが多い。他には2ちゃんねる利用者同士で貸し借りをするスレッド、民事再生・任意整理のスレッドなどが立てられている。

#### 板の歴史
2005年4月22日にlife7サーバーに新設
2006年12月27日にlife8サーバーに移転

### 入院生活
入院生活板（にゅういんせいかついた）は入院生活に関する情報交換をする板。病院での出来事や医療関係者に関するスレッドなどがたっている。

### スポーツクラブ
スポーツクラブ板はスポーツクラブに関する情報交換をする板。スポーツクラブごとのスレッドがたっている。

### お風呂・銭湯
お風呂・銭湯板（おふろ・せんとういた）はお風呂や銭湯に関する情報交換をする板。各銭湯のスレッドや銭湯での出来事に関するスレッドなどがたっている。

### 記念日
記念日に関する話題を扱う板。

### 冠婚葬祭
冠婚葬祭に関する話題を扱う板。

### 育児
育児に関する話題を扱う板。

### 家具
家具やインテリアに関する話題を扱う板。

### DIY
日曜大工などのDIYに関する話題を扱う板。
開設当初の名無しの名前は「名無しさん＠お腹いっぱい。」だったが、2003年4月12日に「ウホッ！いいDIY・・・」（由来は成人向け漫画『くそみそテクニック』の台詞）に、一度は変更された。しかし反対の声も強く同年6月2日には再び「名無しさん＠お腹いっぱい。」に戻された。

### 日記
日記を書く板。書き込みはBeログインが必要。

### 通販・買い物
通販や買い物に関する話題を扱う板。

### 家電等量販店
家電量販店やホームセンターなどに関する話題を扱う板。

### 中古リサイクル
中古品の売買やリサイクルに関する話題を扱う板。

### レンタル
書籍・CD・DVDなどのレンタルに関する話題を扱う板。

### 流行
流行に関する話題を扱う板。

### Walker+
チケット・切符の発売情報、お買い物券、割引クーポン、新刊、新譜、金券ショップなどの話題を扱う板。キャップを持った記者以外はスレッドを立てられない記者制の板である。

### モデル
モデルに関する話題を扱う板。

### ファッション
ファッションや衣類全般に関する話題を扱う板。ブランド・アイテムごとの情報交換、地方や体型・シチュエーション別のファッションの傾向と対策、有名人のファッション批評、脱オタ（いかにもおたくらしい身なりから脱却し、最低限ファッションに興味のあるような格好をするようになること）の指南と批判、および雑談が大半を占める。
正式名称はファッション＠2ch掲示板。通称ファ板。2ちゃんねる創設当時から存在。
2010年3月3日、韓国ドメインからの2ちゃんねるへのサイバーテロ事件によってdubaiサーバーのハードディスクが2台とも故障。これによって、全てのログが消失してしまった。

### 下着
下着に関する話題を扱う板。新設時にファッション板から下着関連スレッドが移設された。

### 靴
靴に関する話題を扱う板。【嶋田=山田みのる】宮城柴田町在住靴スレ荒らしの糖質を追い出すスレ【生活保護不正受給】に挙げられる荒らしの対応により機能不全。

### 化粧
化粧に関する話題を扱う板。
2016年頃から雌豚等の単語を含んだ女性叩きスレを乱立する荒らしが発生している。(F9という有名な荒らしが化粧板荒らしの正体とされる)

### 美容
美容に関する話題を扱う板。

### 男の美容・化粧
男性の美容や化粧に関する話題を扱う板。

### 香水芳香消臭
香水や消臭に関する話題を扱う板。

### 美容整形
美容整形に関する話題を扱う板。

### ダイエット
ダイエットに関する話題を扱う板。

### 一般海外生活
北米以外の海外生活に関する話題を扱う板。

### 北米海外生活
北米での生活に関する話題を扱う板。

### クレジット
消費者信用のサービスに関する話題を扱う板。クレジットカード・消費者金融についての話題が多い。正式名称はクレジット＠2ch掲示板。通称クレ板。
カードやサービス1種類につき1スレッドたてられるため総じてクレジットカードのサービス利用に関するスレッドが多いが、信用情報機関の利用方法や法的整理、整理後のカード取得に関する話題まで広く扱っている。電子マネーや銀行口座に紐つけられているクレジットカードのインフラを利用したデビットカードに関しても、金融板ではなくこちらで議論される。

#### 関連板との関係
借金生活板
クレジット板は審査を通りやすくする方法、借金の一本化などのテクニックに関する話題。
借金生活板はその他の雑談。
ポイント・マイル板
重複している部分が多いがクレジット板ではカードのポイントシステムを有効に活用する方法を主に議論している。

### ポイント・マイル(仮)
ポイントサービス・マイレージサービスに関する話題を扱う板。ポイントサイトやアンケートサイト、通信販売・コンビニエンスストア・家電量販店のポイントカード等。

### ３０代
３０代の人が雑談や情報交換などをするための板。

### ４０代
４０代の人が雑談や情報交換などをするための板。

### ５０代以上
５０代以上の人が雑談や情報交換などをするための板。

### ６０歳以上
６０歳以上の人が雑談や情報交換などをするための板。

### 家庭
家庭に関する話題を扱う板。

### 掃除全般
掃除に関する話題を扱う板。

### 害虫害獣対策
ゴキブリをはじめとする害虫や害獣の駆除等の対策について情報交換するための板。ローカルルールは特に定められていないが、この板は害虫害獣対策を行うことで生活をより良くするの為の板であるため、実行に危険や違法性を伴う方法については自粛するよう指示がなされている（参考／平成19年8月27日の氷殺ジェット自主回収事件）。また、動物虐待を示唆する者や過度の動物愛護者は生き物苦手板、犬猫大好き板への移動を促されることがある。
また、公開PROXYの規制（通称「BBQ規制」）中のユーザも投稿することができる。この板における投稿規制の解除は、規制中→寄生虫→害虫、という一種のジョークに基づくと思われる。規制されたユーザ同士による解除方法の情報交換や、いわゆる荒らし行為によって規制されたユーザでも投稿可能であることを利用しての傾聴ボランティア活動も行われている。

#### 板の歴史
- 2007年2月9日 板設置
- 2007年2月25日 永久規制された携帯からの投稿規制を解除
- 2007年3月19日 公開プロキシ経由の投稿規制を解除
- 2007年12月4日 サーバ移転（life8 → life9）

### 放射能
放射能に関する話題を扱う板。

#### 板の歴史
- 2011年10月8日 板設置
- 2011年11月7日 名無しの名前が「名無しさん＠お腹いっぱい。」から「名無しに影響はない」に変更
- 2011年11月13日 サーバ移転（raicho→ uni）

### ドケチ
節約に関する話題を扱う板。副業や節約主婦などについても扱われている。ギャグで立てられるネタスレもある。正式名称はドケチ板＠2ch掲示板。節約の話題では主に2つの議論があり、生活レベルそのものを落とす主張と生活レベルを維持しながら節約する主張に分かれる。

### 懸賞
懸賞に関する話題を扱う板。

### たばこ
たばこと健康やたばこに関する規制に関する話題を扱う板。たばこ板では嫌煙派が多いので、喫煙派のために煙草銘柄・器具板が分離された。正式名称はたばこ板＠2ch掲示板。

### めがね
眼鏡やコンタクトレンズに関する話題を扱う板。

### マイライン
電話会社やマイラインに関する話題を扱う板。

### コンビニ
コンビニエンスストアに関する話題を扱う板。

### バーゲン
バーゲンセールに関する情報交換を行う。対象となる製品は衣類と家電製品が圧倒的に多い。また、日本でのセール時季の都合上、1月と7月に書き込みが集中し、それ以外では書き込みは少なくなっている。しかし1月には福袋スレッドを中心に盛り上がりを見せる。反面福袋スレッド以外の盛り上がりは乏しく、5年以上維持されているスレッドもある。正式名称はバーゲンセール＠2ch掲示板。

### 文房具
種々の文房具について語り合う板である。個々の文具や、文具メーカーなどが話題に上る。正式名称は、「文房具＠2ch掲示板」。

### 習い事
習い事に関する話題を扱う板。

### Yoga
ヨガに関する話題を扱う板。